# リンコン・コレア・ドス・サントス
- リンコン
- リンコウン

リンコン・コレア・ドス・サントス（ポルトガル語: Lincoln Corrêa dos Santos、2000年12月16日 - ）は、ブラジル・エスピリトサント州セラ出身のプロサッカー選手。元U-20ブラジル代表。ポジションはフォワード（センターフォワード）。

## 来歴

### CRフラメンゴ
CRフラメンゴの下部組織出身で、2017年11月19日に16歳でカンピオナート・ブラジレイロ・セリエA初出場。65分にフェリペ・ヴィゼウとの交代での初出場であった。南米クラブ王者を決めるコパ・リベルタドーレスで優勝し、U-20ブラジル代表でも活躍。

### ヴィッセル神戸
2021年1月20日、Jリーグ・ヴィッセル神戸への完全移籍が発表された。4月24日の鹿島アントラーズ戦にて途中出場でJリーグデビューした。ルヴァンカップで負傷したため長期離脱を余儀なくされ、復帰したころにはFW大迫勇也、武藤嘉紀らとのレギュラー争いに敗れる形となり、途中出場がメインとなった。11月3日のベガルタ仙台との対戦で神戸移籍後の初ゴールを挙げた。リーグ戦13試合1得点でシーズンを終えた。
2022年3月15日のACLプレーオフでは延長前半に決勝ゴールをあげたものの、リーグ戦ではメンバーに入れないことも多く、5月29日を最後にメンバーから外れた。メンバー外の試合が続いた8月にCRフラメンゴ時代のチームメイトDFマテウス・トゥーレルが加入したが、直後にブラジルへの期限付き移籍が決定した。

### クルゼイロEC
2022年8月、ブラジル2部のクルゼイロECへ期限付き移籍。ここでも出場機会は乏しく、9試合1得点2アシストと不調に終わり、2023年3月22日にヴィッセル神戸への復帰が発表された。

### ヴィッセル神戸復帰
2023年3月22日、ヴィッセル神戸に復帰することが発表された。出場はわずか5試合で、先発出場はなかった。
2024年3月2日、契約解除により神戸を退団。

## 個人成績
| 国内大会個人成績 | 国内大会個人成績         | 国内大会個人成績 | 国内大会個人成績 | 国内大会個人成績 | 国内大会個人成績 | 国内大会個人成績 | 国内大会個人成績 | 国内大会個人成績 | 国内大会個人成績 | 国内大会個人成績 | 国内大会個人成績 |
| 年度             | クラブ                   | 背番号           | リーグ           | リーグ戦         | リーグ戦         | リーグ杯         | リーグ杯         | オープン杯       | オープン杯       | 期間通算         | 期間通算         |
| 年度             | クラブ                   | 背番号           | リーグ           | 出場             | 得点             | 出場             | 得点             | 出場             | 得点             | 出場             | 得点             |
| ブラジル         | ブラジル                 | ブラジル         | ブラジル         | リーグ戦         | リーグ戦         | ブラジル杯       | ブラジル杯       | オープン杯       | オープン杯       | 期間通算         | 期間通算         |
| ---------------- | ------------------------ | ---------------- | ---------------- | ---------------- | ---------------- | ---------------- | ---------------- | ---------------- | ---------------- | ---------------- | ---------------- |
| 2017             | フラメンゴ               | 29               | セリエA          | 3                | 0                | 0                | 0                | -                | -                | 3                | 0                |
| 2018             | フラメンゴ               | 29               | セリエA          | 9                | 0                | 0                | 0                | -                | -                | 9                | 0                |
| 2019             | フラメンゴ               | 29               | セリエA          | 11               | 3                | 0                | 0                | -                | -                | 11               | 3                |
| 2020             | フラメンゴ               | 29               | セリエA          | 14               | 1                | 2                | 0                | -                | -                | 16               | 1                |
| 日本             | 日本                     | 日本             | 日本             | リーグ戦         | リーグ戦         | リーグ杯         | リーグ杯         | 天皇杯           | 天皇杯           | 期間通算         | 期間通算         |
| 2021             | 神戸                     | 29               | J1               | 13               | 1                | 5                | 0                | 0                | 0                | 18               | 1                |
| 2022             | 神戸                     | 29               | J1               | 8                | 0                | 0                | 0                | 1                | 0                | 9                | 0                |
| ブラジル         | ブラジル                 | ブラジル         | ブラジル         | リーグ戦         | リーグ戦         | ブラジル杯       | ブラジル杯       | オープン杯       | オープン杯       | 期間通算         | 期間通算         |
| 2022             | クルゼイロ               | 12               | セリエB          | 9                | 1                | 0                | 0                | -                | -                | 9                | 1                |
| 日本             | 日本                     | 日本             | 日本             | リーグ戦         | リーグ戦         | リーグ杯         | リーグ杯         | 天皇杯           | 天皇杯           | 期間通算         | 期間通算         |
| 2023             | 神戸                     | 29               | J1               | 5                | 0                | 4                | 2                | 1                | 2                | 10               | 4                |
| オーストリア     | オーストリア             | オーストリア     | オーストリア     | リーグ戦         | リーグ戦         | リーグ杯         | リーグ杯         | オーストリア杯   | オーストリア杯   | 期間通算         | 期間通算         |
| 2024-25          | ラインドルフ・アルタッハ |                  | ブンデスリーガ   | 2                | 0                | -                | -                | 0                | 0                | 2                | 0                |
| ブラジル         | ブラジル                 | ブラジル         | ブラジル         | リーグ戦         | リーグ戦         | ブラジル杯       | ブラジル杯       | オープン杯       | オープン杯       | 期間通算         | 期間通算         |
| 2025             | アトレチコ・ミネイロ     |                  | セリエA          |                  |                  |                  |                  | -                | -                |                  |                  |
| 通算             | ブラジル                 | ブラジル         | セリエA          | 37               | 4                | 0                | 0                | -                | -                | 37               | 4                |
| 通算             | ブラジル                 | ブラジル         | セリエB          | 9                | 1                | 0                | 0                | -                | -                | 9                | 1                |
| 通算             | 日本                     | 日本             | J1               | 26               | 1                | 9                | 2                | 2                | 2                | 37               | 5                |
| 総通算           | 総通算                   | 総通算           | 総通算           | 72               | 6                | 7                | 1                | 2                | 2                | 83               | 10               |

| 国際大会個人成績 | 国際大会個人成績 | 国際大会個人成績 | 国際大会個人成績 | 国際大会個人成績 |
| 年度             | クラブ           | 背番号           | 出場             | 得点             |
| AFC              | AFC              | AFC              | ACL              | ACL              |
| ---------------- | ---------------- | ---------------- | ---------------- | ---------------- |
| 2022             | 神戸             | 29               | 3                | 2                |
| 通算             | AFC              | AFC              | 3                | 2                |

その他の公式戦
- 2019年
  - FIFAクラブワールドカップ 1試合0得点
- 2022年
  - AFCチャンピオンズリーグ2022・プレーオフ 1試合1得点

出場歴
- Jリーグ初出場 - 2021年4月24日 J1 第11節 鹿島アントラーズ戦 (カシマスタジアム）
- J andリーグ初得点 - 2021年11月3日 J1 第34節 ベガルタ仙台戦 (ノエビアスタジアム神戸)

## 代表歴
- U-17ブラジル代表
  - 南米U-17選手権：2017年
  - FIFA U-17ワールドカップ：2017年
- U-20ブラジル代表
  - 南米ユース選手権：2019年

## タイトル
CRフラメンゴ
- カンピオナート・ブラジレイロ・セリエA: 2回 (2019, 2020)
- カンピオナート・カリオカ：2回 (2019, 2020)
- コパ・リベルタドーレス：1回 (2019)
- スーペルコパ・ド・ブラジル：1回 (2020)
- レコパ・スダメリカーナ：1回 (2020)

クルゼイロEC
- カンピオナート・ブラジレイロ・セリエB: 1回 (2022)

ヴィッセル神戸
- J1リーグ：1回（2023）